# Коротконіжка європейська
Коротконіжка європейська, голоочка європейська (Ablepharus kitaibelii) — вид ящірок родини сцинкових (Scincidae). Один із 19 видів роду. Поширений в Європі та західній Азії. Мешканець середземноморських гірських ландшафтів. Вид занесений до Бернської конвенції та ряду інших природоохоронних документів.

## Етимологія
Українська назва роду пов'язана з відносно короткими і слаборозвиненими кінцівками ящірок.
Ablepharus kitaibelii названий на честь угорського біолога Пауля Китайбеля .
Українська назва виду пов'язана з основним регіоном поширення виду — Європою.
Назва на інших мовах: Snake-eyed Skink, European Copper Skink, Juniper Skink (англ.; дослівно відповідно «зміїноокий сцинк», «європейський мідний сцинк», «ялівцевий сцинк»); европейский гологлаз (рос.).

## Опис
Дрібна змієподібна ящірка завдовжки до 12 см. Самиці трохи більші за самців, довжина їх тіла (тулуба з головою — L.) сягає  52 мм, самців — до 48 мм. Хвіст (L.cd.) досить довгий: відношення  L./L.cd. складає 0,50—0,85. Хвіст ламкий, здатний до регенерації. Кінцівки відносно короткі, слаборозвинені, п'ятипалі. У результаті зростання верхньої й нижньої повік утворилась прозора оболонка. Вушний отвір малопомітний або зовсім схований під лускою. Маса тіла до 0,5 г.

### Лускатий покрив
Тіло вкрите відносно великою, рибоподібною, гладенькою лускою. Навколо середини тулуба (Sq.) 18—22 лусок. Хвіст знизу вкритий одним поздовжнім рядом дещо розширених щитків. Попереду анального отвору 2 великих щитки. Голова вкрита парними і непарними щитками. Лобно-тім'яних щитків 2. Надносовий щиток відсутній. Верхньогубних щитків 3. Нижньогубних щитків 5—6. Нижньощелепних 4 пари. Загривкових щитків від 4 до 6 пар. Око оточене зернистою лускою. Перший ряд скроневих щитків складається з 2 щитків. 

### Забарвлення
Забарвлення верхньої частини  тіла світло- або темно-бронзового кольору із характерним золотистим вилиском. Уздовж спини тягнуться 6 поздовжніх ряди світлих з темними рисками смужок, 2 середні з яких відмежовують вузьку темну смугу, що тягнеться по хребту і хвосту, а 2 бокові проходять по верхньому краю широкої скроневої смуги, що бере початок позаду ніздрі й продовжуються назад через око уздовж боків всього тулубу й передньої частини  хвоста. Іноді скронево-бокову смугу облямовують вузькі світлі лінії. У період розмноження черево в самців набуває яскравого цегляно-помаранчевого кольору, який поширюється на нижню поверхню голови, кінцівок та основи хвоста. У самок навесні черево світло-помаранчеве, в інший час — сіре з світлими ряботинами.

## Поширення
Вид поширений на Балканському півострові, островах Егейського моря, островах Кіпр і Родос, у Малій Азії, Сирії, Ізраїлі, Йорданії, Іраку та Синаї (Єгипет).

## Особливості біології
Мешкає в кам'янистих, різнотравно-злакових ксерофітних степах на пологих схилах до висоти 2000 м. н. р. м. Тримається серед численних дрібних каменів, під якими проводить більшу частину часу, зрідка з'являючись на поверхні. Після зимівлі з'являється наприкінці березня. У спекотні і сухі літні місяці (липень — серпень) ховається в глибокі сховища і виходить на поверхню лише у вересні, після рясних дощів. При пересуванні майже не користується кінцівками; коли, вигинаючись, швидко проповзає серед дрібних каменів, дуже нагадує невелику змійку. Піднімаючи окремі камені, іноді можна помітити цю ящірку, що лежить у своєрідній позі — скрутившись колечком і обхопивши себе позаду голови пальцями однієї із задніх ніг.
Парування відбувається переважно в квітні — травні. У кінці травня — червні самиця відкладає 2—4 яйця довжиною близько 7 мм. Через 2 місяці (у серпні — вересні) з яєць вилуплюються дитинчата, довжиною тіла 33—36 мм. Вони довгий час тримаються біля місць кладок, створюючи досить щільні скупчення. Статева зрілість настає навесні другого року життя.
У шлунках досліджених особин знайдені дрібні перетинчастокрилі, в тому числі мурашки, двокрилі, попелиці, дрібні жуки та павуки.

## Охорона
Стан більшості природних популяцій виду в межах ареалу залишається більш-менш стабільним. Саме тому він, згідно Червоного списку МСОП, отримав охоронний статус «відносно благополучний вид». Але в окремих регіонах спостерігається тенденція до зниження чисельності популяції виду. Тому коротконіжка європейська занесена до Додатку ІІ Бернської конвенції (охоронна категорія: вид підлягає особливій охороні), а також охороняється Директивою Європейського Союзу 92/43/ЄС «Про збереження природних оселищ та видів природної фауни і флори» (Додаток IV. Види рослин і тварин, що становлять особливий інтерес для Європейського Союзу, які потребують суворих заходів охорони).

## Систематика
Один із 19 видів роду коротконіжок (Ablepharus).
Станом на 2024 рік описано 4 підвиди:
- Ablepharus kitaibelii kitaibelii (Греція та острови Егейського моря, Туреччина, Кіпр, Сирія, Йорданія, Ірак, Єгипет);
- Ablepharus kitaibelii fabichi (Греція: острови Мікронісі, Карпатос, Касос і Арматія);
- Ablepharus kitaibelii fitzingeri (Словаччина, Північна Сербія, Угорщина, Греція (Корфу));
- Ablepharus kitaibelii stepaneki (Болгарія, Румунія, Сербія, Боснія, Македонія, Албанія).